# Olevano Romano
Olevano Romano là một đô thị ở tỉnh Roma trong vùng Latium thuộc Ý, có cự ly khoảng 45 km về phía đông của Roma. Tại thời điểm ngày 31 tháng 12 năm 2004, đô thị này có dân số 6.518 người và diện tích là 26,1 km².
Olevano Romano giáp các đô thị: Bellegra, Genazzano, Paliano, Roiate, San Vito Romano, Serrone.
It is the probable birthplace of the composer Giovanni Gentile.